# 2021年7月臺灣
| << | 2021年7月 （民國110年） | >> |    |    |    |    |
| \| 日 \| 一 \| 二 \| 三 \| 四 \| 五 \| 六 \| \| \| \| \| \| 1 \| 2 \| 3 \| \| 4 \| 5 \| 6 \| 7 \| 8 \| 9 \| 10 \| \| 11 \| 12 \| 13 \| 14 \| 15 \| 16 \| 17 \| \| 18 \| 19 \| 20 \| 21 \| 22 \| 23 \| 24 \| \| 25 \| 26 \| 27 \| 28 \| 29 \| 30 \| 31 \| \| \| \| \| \| \| \| \| |                         |    |    |    |    |    |
| 臺灣新聞動態／維基新聞 |                         |    |    |    |    |    |
| 世界／中国大陆／臺灣 |                         |    |    |    |    |    |
| 日 | 一                      | 二 | 三 | 四 | 五 | 六 |
| |                         |    |    | 1  | 2  | 3  |
| 4 | 5                       | 6  | 7  | 8  | 9  | 10 |
| 11 | 12                      | 13 | 14 | 15 | 16 | 17 |
| 18 | 19                      | 20 | 21 | 22 | 23 | 24 |
| 25 | 26                      | 27 | 28 | 29 | 30 | 31 |
| |                         |    |    |    |    |    |

## 7月2日
- 中選會宣布由於受到疫情影響，原定8月28日（六）要舉辦的4項公投改在12月18日（六）辦理[1]。

## 7月8日
- 中央流行疫情指揮中心指揮官陳時中宣布，雖然三級警戒再度延長至7月26日，但在有條件下共有20個場所進行微解封[2]。

## 7月15日
- 美國眾議院外委會以26票贊成、22票反對，通過與中國競爭的全面性法案《確保美國全球領導地位及參與法案》（簡稱老鷹法案，EAGLE Act），法案呼籲強化臺美外交、安全和經濟關係，要求國務卿就臺灣駐美機關「駐美國台北經濟文化代表處」（TECRO，簡稱駐美代表處）正名為「臺灣駐美國代表處」（Taiwan Representative Office in the US）為目標，展開協商[3]。

## 7月16日
- 中選會宣布由於受到疫情影響，原定8月28日（六）要舉辦的陳柏惟罷免案改在10月23日（六）辦理[4]。
- 斯洛伐克經濟部次長佳雷克（Karol Galek）今日證實，斯洛伐克將捐贈1萬劑疫苗給臺灣。他說，臺灣在斯洛伐克最困難的時候，與斯洛伐克站在一起，前後捐贈了70萬片口罩，「現在輪到我們拿我們有的來幫助」。佳雷克在聲明中強調，台灣是斯洛伐克重要的投資者，因此與台灣合作和深化經貿關係、快速展現團結精神，對斯洛伐克非常重要。[5][6]

## 7月18日
- 行政院政務委員唐鳳宣布為了配合東京奧運的防疫政策，取消原訂前往東京奧運的行程[7]。
- 交通部公布台鐵408次太魯閣出軌事故的行政調查相關報告[8]。

## 7月19日
- 食藥署核准高端MVC-COV1901新冠肺炎疫苗專案製造[9]。

## 7月20日
- 針對臺灣將在立陶宛設立「駐立陶宛臺灣代表處」，成為在歐洲國家成立的第一個以臺灣為名的代表處。立陶宛外交部今日發布新聞稿，以「國家」稱呼臺灣，表示也將在今年秋天到臺灣設立辦事處。外交部長吳釗燮上午於線上記者會說明，臺灣駐非洲國家索馬利蘭的代表處是首個以臺灣為名的代表處，駐立陶宛臺灣代表處則是臺灣在歐洲國家成立的第一個以臺灣為名的代表處[10][11]。

## 7月22日
- 莫德纳在官方網站上發布聲明並宣布已和台灣當局簽下合約，將提供2,000萬劑新冠疫苗和1,500萬劑「加強疫苗劑型」，共計3,500萬劑疫苗[12]。

## 7月23日
- 中央流行疫情指揮中心指揮官陳時中宣布，7月27日至8月9日全國疫情警戒從三級降為二級，惟相關指引必須規範明確以利民眾遵循[13]。

## 7月24日
- 「柔道男神」楊勇緯在2020年夏季奧林匹克運動會男子60公斤級柔道比賽獲得銀牌，是臺灣在奧運史上的首面柔道獎牌[14]。

## 7月25日
- 財政部表示，因為統一發票發生史上首次雲端發票獎誤傳開獎號碼的事件，財政部緊急啟動補救機制，估將多發3.7億獎金[15]。

## 7月27日
- 「舉重女神」郭婞淳在2020年夏季奧林匹克運動會女子59公斤級舉重比賽中以抓舉103公斤、挺舉133公斤，總和236公斤奪得金牌[16]。

## 7月28日
- 國民黨主席召開中常會說明，因受到疫情影響，國民黨主席確定延至9月25日進行改選[17]。

## 7月30日
- 台鐵訂購的EMU3000城際列車首批在花蓮港到貨，交通部長王國材表示將優先投入東部幹線[18]。

## 7月31日
- 羽球男雙組合李洋、王齊麟在東京奧運羽球男雙決賽直落二擊敗中國組合，贏得台灣奧運史上首面球類運動金牌[19]。

- 原南投縣仁愛鄉「合作村」確定將正名為賽德克語「德鹿谷」村，賽德克族耆老表示，當地早期為賽德克族德魯固群，但被定名為「合作村」和族人文化、歷史毫無關連，經過討論，計劃將村名恢復為「德魯固」或「德鹿谷」，經由部落正名推動委員會做最後定案，取名為「德鹿谷」村，且學校道路重要橋梁名稱也一併更改，傳達部落歷史文化。[20][21]